# Casa Mur (Aluján)
Casa Mur es un monumento declarado Bien de Interés Cultural que se encuentra en Aluján, Comarca de Sobrarbe, de la provincia de Huesca, Aragón, España . Este complejo conjunto, uno de los más espectaculares dentro de las consideradas casas torreadas del Alto Aragón.

## Historia
El nombre de Aluxán aparece ya en 1231, y existiendo en el 1471 dos miembros de la familia Pérez en la aldea de Aluján, siendo el supuesto heredero del actual edificio Jorgi Pérez, quien parecía tener una posición económica cómoda frente a un pariente llamado Bernat Pérez y su esposa Margalida Puyuelo, los cuales estaban pasando dificultades económicas y de ahí que tuvieran que vender tierras de cultivo, más adelante aparece en el censo del 1495 y en un acto notarial del 1508 el que se considera el hijo y heredero del antes mencionado Jorgi Pérez, Jorge Pérez, principalmente por la considerable diferencia de tiempo entre ambas menciones.

### Joan Pérez
La siguiente mención que tenemos de los Pérez en Aluján es en el año 1535, cuando Bernat de Sanctarromán, de la aldea de Fanporciello de Muro de Roda, vendió a Joan Pérez, hijo de George Pérez, habitante en Aluján, barrio de Muro, un campo en la partida Labadía, por precio de 520 sueldos jaqueses, esto permite ver que la casa tenía buen nivel económico ya que en el 1533 Joan Pérez volvió a comprar otro trozo de tierra cultivable. Joan realizó testamento en el 1568, ya con una edad avanzada y con la consideración de infanzón, en su testamento pidió ser enterrado en la iglesia parroquial Santa María de Muro de Roda junto a su padre y dejó escritos los ritos que se debían de seguir para rezar por su alma y dejaba como heredero universal a su hijo Jorge Pérez II aunque también eran herederas legítimas sus hijas Esperanza y Catalina.

### Jorge Pérez IIEl Menor
De Jorge Pérez II se tiene primera noticia en el 1551 cuando compra un campo, seguiría comprando tierras en los años siguientes y fallecería en el 1578, testando ese mismo año y en el que pedía ser enterrado en el cementerio de la iglesia de Nuestra Señora de Muro, junto a al entrada de la iglesia. En el momento de su muerte estaba casado con Magdalena Altemir, aunque no se sabe si era la madre de sus herederos legítimos George Pérez, Joan Pérez, Antón Pérez, Viturián Pérez y Domingo Pérez, ya que no lo especifica en el texto. Nombró heredero universal a su hijo George Pérez. Su hijo Viturián Pérez tendría que ser mantenido mientras estudiaba hasta ser ordenado para lo que se le asignaría un patrimonio para poder hacerlo. Los otros hijos tendrían derecho a 4000 sueldos cada uno de ellos, en concepto de dote por matrimonio.

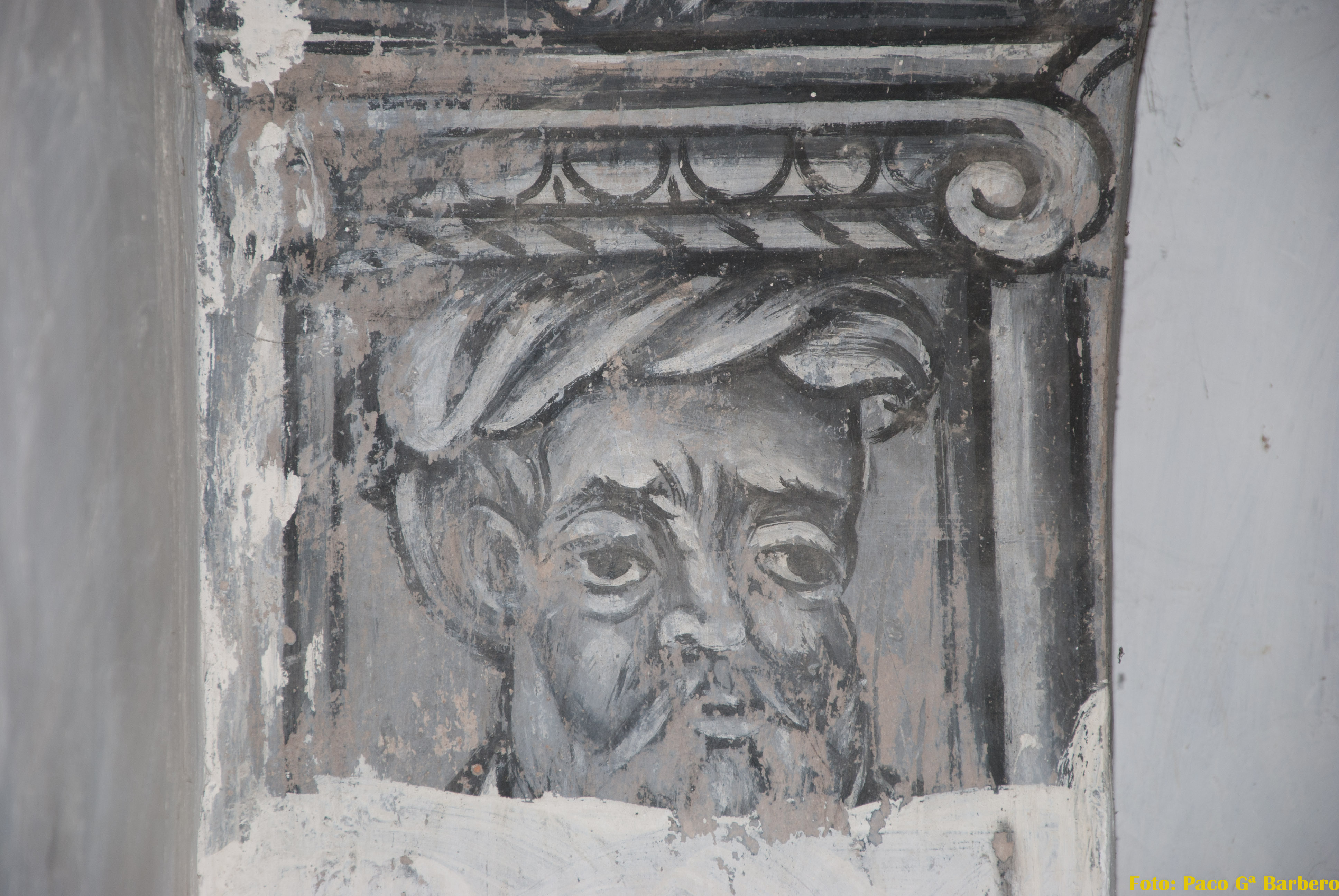
Rostro de George Pérez Tercero. Pintura del en la capilla de San Pedro

### Jorge Pérez III El Mayor
Pasó a gestionar la casa a la muerte de su padre siguiendo la misma política de ir comprando las tierras de cultivo a otras casas endeudadas y con falta de liquidez, adquiriendo así mayor poder adquisitivo, siendo durante su vida cuando se inició la construcción de la torre nueva. De sus hermanos se sabe que uno, Viturián, fue clérigo y otro, Domingo, casó en el año 1584 con María Morillo, de Aluján, de sus otros hermanos no se sabe si casaron o si también generaron ramas cadete. Debió de dar importancia a los estudios, de ahí que de sus hijos uno fuera notario y otros dos clérigos. La última noticia sobre él es del año 1598, cuando demanda por el impago de un albarán a un vecino de Perarrúa, debiendo de haber fallecido en el 1600.

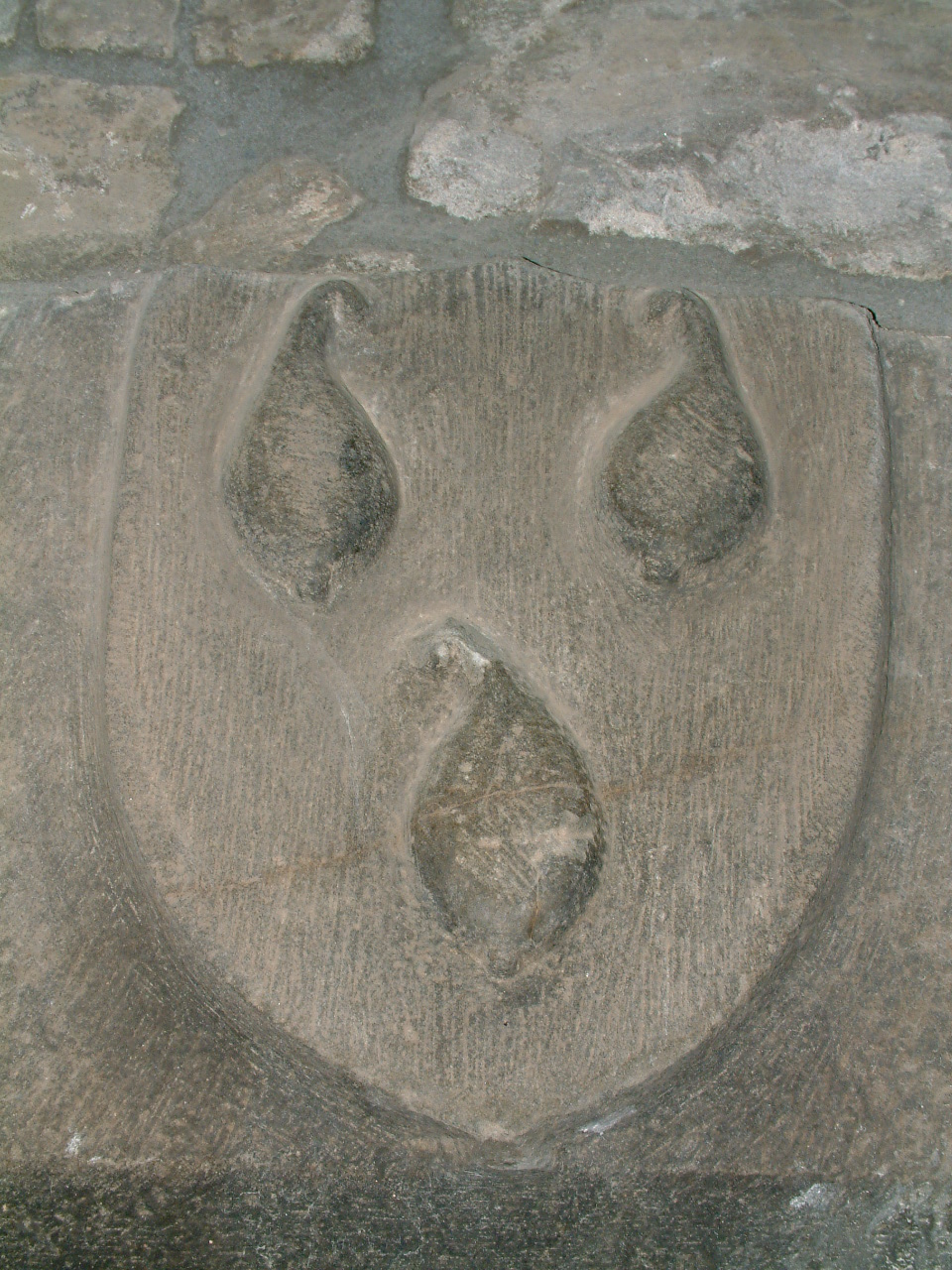
Escudo heráldico de los Pérez en la entrada al «Estudio»

### Gaspar Pérez
Notario de profesión y heredero universal de Jorge Pérez III El Mayor y durante su vida la casa vivió su apogeo económico y social aunque también hubo problemas, como un pleito con un capellán del Obispo de Barbastro llamado Martín de Gárriz por unos cahíces de trigo y vino. Además de notario fue comisario de la Inquisición entre los años 1606 y 1638, en el año 1617 contrajo matrimonio con María Cosculluela Lascorz, natural del lugar de Charo y para el año 1640 ya había fallecido.
Pedro Pérez, su hermano, se licenció de bachiller en filosofía en el 1612 terminando como rector de Salinas y su otro hermano Joan era reverendo ese mismo año, aunque acabó siendo rector de Trillo y Comisario del Santo Oficio de la Inquisición. En el 1614 Gaspar otorgó a Pedro una serie de rentas para su mantenimiento y fueron valoradas en 12000 sueldos jaqueses. Tuvo otra hermana, Catalina Pérez que contrajo matrimonio en Abizanda con Pedro Maza de Lizana, aportando una dote de 4500 sueldos jaqueses más ajuar.
Gaspar Pérez tuvo cinco hijos:
- Jorge Pérez y Coscuella, notario de profesión y quien era el heredero designado.
- Marina Pérez, que casó en el 1626 con Juan de Lascorz, residente en Labuerda aportando una dote de ocho mil sueldos jaqueses, es probable que fuera hija de un matrimonio previo de su padre ya que es imposible que fuera hija de María Coscuella.
- Teresa Pérez, que casó en Arcusa con Pedro Juste aportando una dote de ocho mil sueldos jaqueses.
- Mosén Jusepe Pérez, que fue clérigo en Tierrantona.
- Josepha Pérez y Coscuella que contrajo matrimonio con Pedro de Mur, vecino de San Quílez.

En la planta baja de la casa existe una habitación denominada como "El Estudio" que se asocia tradicionalmente con este personaje y sobre cuyo dintel de la puerta de entrada se encuentra un escudo cabecera irregular y base redondeada, con el campo ocupado por tres peras bien ordenadas, siendo realizado posiblemente en el siglo XVII aunque puede que sea anterior.

### Jorge Pérez y Coscuella
Entre los años 1640 y 1649 se tiene noticia de él, aunque en el 1650 ya había fallecido sin descendencia y presumiblemente de forma inesperada debido a la inexistencia de un testamento.
Tras su muerte, los tutores y ejecutores testamentarios del difunto Gaspar Pérez, su padre, declararon como heredera universal a su hermana Josepha. 

### Josepha Pérez y Coscuella
Fue declarada heredera universal con la condición de vivir en la casa que había sido de su padre y tener que fundar una capellanía de 25 escudos de renta anual, nombrando como primer capellán a Mosén Jusepe Pérez, su hermano, con celebración de 30 misas anuales en la iglesia y capilla de la casa, por el alma de sus padres y abuelos, antecesores de la casa. Igualmente tenía la obligación de mantener en la casa a su hermano clérigo, dejándole para su uso un cuarto, el de la «torre nueva», renunciando él a los bienes de su tío Mn. Juan Pérez, rector de Trillo. También tendría que pagar a su hermana Teresa 300 libras jaquesas en censales, renunciando Teresa a todo derecho sobre la herencia de su tío Juan Pérez.
Después de esto, la casa pasó a ser en los siglos XV y XVI uno de los señoríos de la familia Mur, señores de la baronía de Monclús, abandonando los oficios de clérigo y notario para ser agricultores acomodados.

## Descripción
El complejo se encuentra en el sector más meridional de la población y consta de tres torres defensivas, dos de ellas de planta cuadrada y una tercera de menor altura de planta circular y siendo todos realizados con piedra arenisca calcárea, convirtiéndola todo esto en una vivienda única dentro de estos tipos de construcciones.
La parte más antigua del conjunto corresponde a la torre circular, construida en hiladas de piedra de mayor calidad en la parte superior que en la inferior con dos pequeñas aspilleras, estando una de ellas cegada en la actualidad y que autores sugieren de factura medieval o de al menos de la primera mitad del siglo XVI que protege la zona suroeste ya que es la más desprotegida de forma natural, aunque había sido datada anteriormente en los siglos XVII o XVIII, posteriormente fue absorbida por la propia construcción, motivada por una búsqueda de seguridad. Como es habitual en su inicio la entrada se encontraba por encima del nivel del suelo.
La segunda de las torres, también denominada como la de George Pérez el Mayor es intermedia tanto en tamaño como en antigüedad, aunque se data igualmente en el siglo XVI y en calidad constructiva, su entrada original se encontraba en altura y actualmente posee tres plantas con techos abovedados que se comunicaban originalmente con escaleras de madera. En esta torre se encuentra un vano orientado al oeste que presenta un escudo en el dintel monolítico inscrito, tiene una cabecera bicóncava, siendo la base lobulada, lo que le confiere singularidad respecto a otras piedras armeras de la comarca. Al estar realizado en una arenisca calcárea la inscripción ha ido perdiéndose pero aun se puede leer:

IHS 1555 (?) io gorge perez

La tercera torre que también se llama nueva o la de George Pérez III es la más alta de toda tiene un carácter más ostentoso pudiéndose ver en su cornisa que todavía se conservan las gárgolas originales. Se accede a ella desde el patio interior, a través de una apertura orientada al este que posee dovelas grandes y biseladas. Esta entrada se encuentra protegida desde lo alto por un matacán bajo el cual se encuentra un escudo de singular morfología pero tan erosionado que los símbolos que representa son difíciles de describir, aunque las inscripciones que lo rodean si que se pueden leer.

GEORGE PEREZ TERCERO AÑO 1588

En la planta baja de la torre se puede acceder directamente desde planta calle a la capilla abovedada que posee restos de un antiguo retablo y pinturas que denotan cierta profesionalidad y desde la cual parte una pequeña escalera de caracol en el ángulo suroeste que asciende al resto de las plantas, siendo las dos primeras estancias nobles encaladas, de la cual la primera fue ocupada por varios clérigos de la casa y la tercera con una abertura inusual que estaba protegida por un antepecho de hierro y que haría las funciones de belvedere del castillo.
En el patio interior del conjunto se encuentra una prensa de uva de 1872 y en el interior del patio abovedado, un aljibe enorme de piedra para aceite.

## Interior

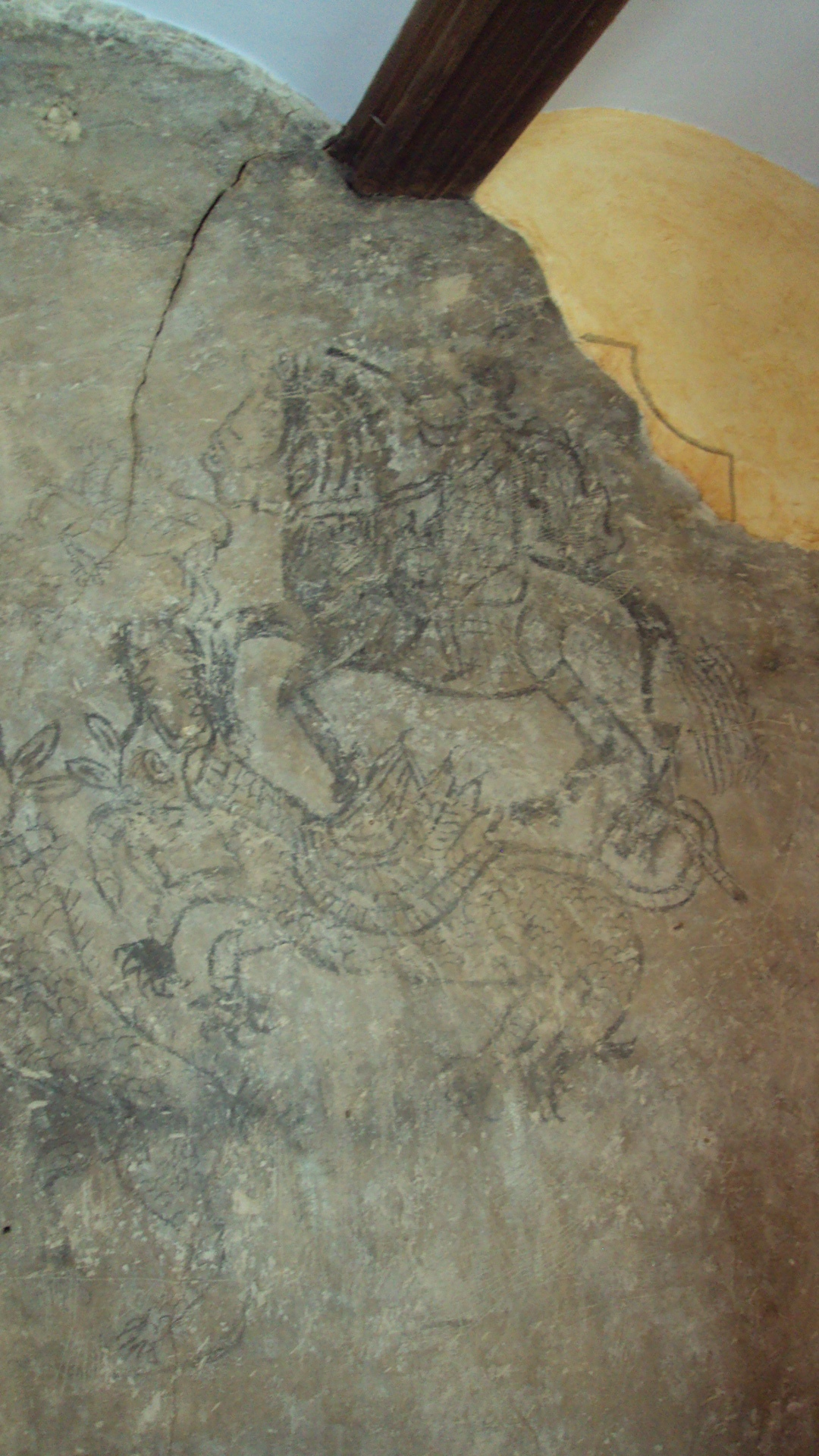
San Jorge luchando contra un dragón

Se ha mantenido la antigua cocina con fuego central y rodeada de bancadas de madera, conocidas en Aragón como cadieras.

Las tareas de restauración acometidas por la familia Mur se realizan dentro del máximo respeto.  Ello permite descubrir tesoros que de otra forma resultarían inalcanzables.

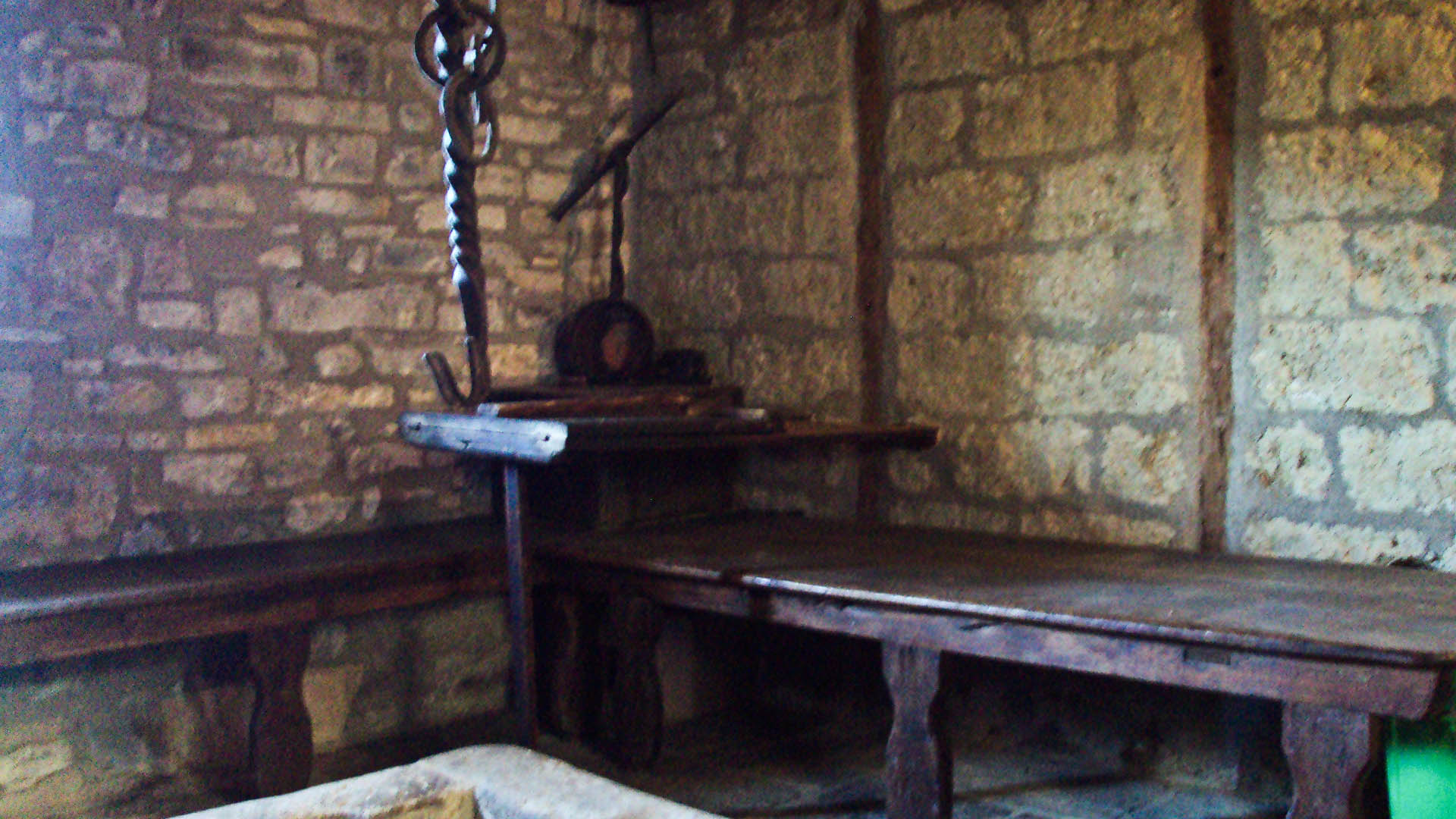
Antigua cocina aragonesa con cadieras y mesa abatible

Se conservan en perfecto estado la carpintería de armarios y puertas del siglo XVIII y XIX, y las pinturas  que han resurgido debajo del yeso de las paredes de la sala principal, representando antiguas escenas de caballeros un Santiago Matamoros y  un San Jorge que lucha contra un dragón. 
Los suelos, en perfecto estado de conservación, presentan  pavimentos enmorrillados que exhiben variados y diferentes motivos. Los cortejadores(cortejadoras en aragonés) han sido rescatados y adaptados a las necesidades del siglo XXI. 
Todo este sin fin de detalles otorgan a este conjunto el valor de mudo testigo de la historia que ha sabido conjugar presente y pasado con rigor y maestría, y que actualmente ofrece el servicio de Turismo Rural.

## Capilla de San Pedro

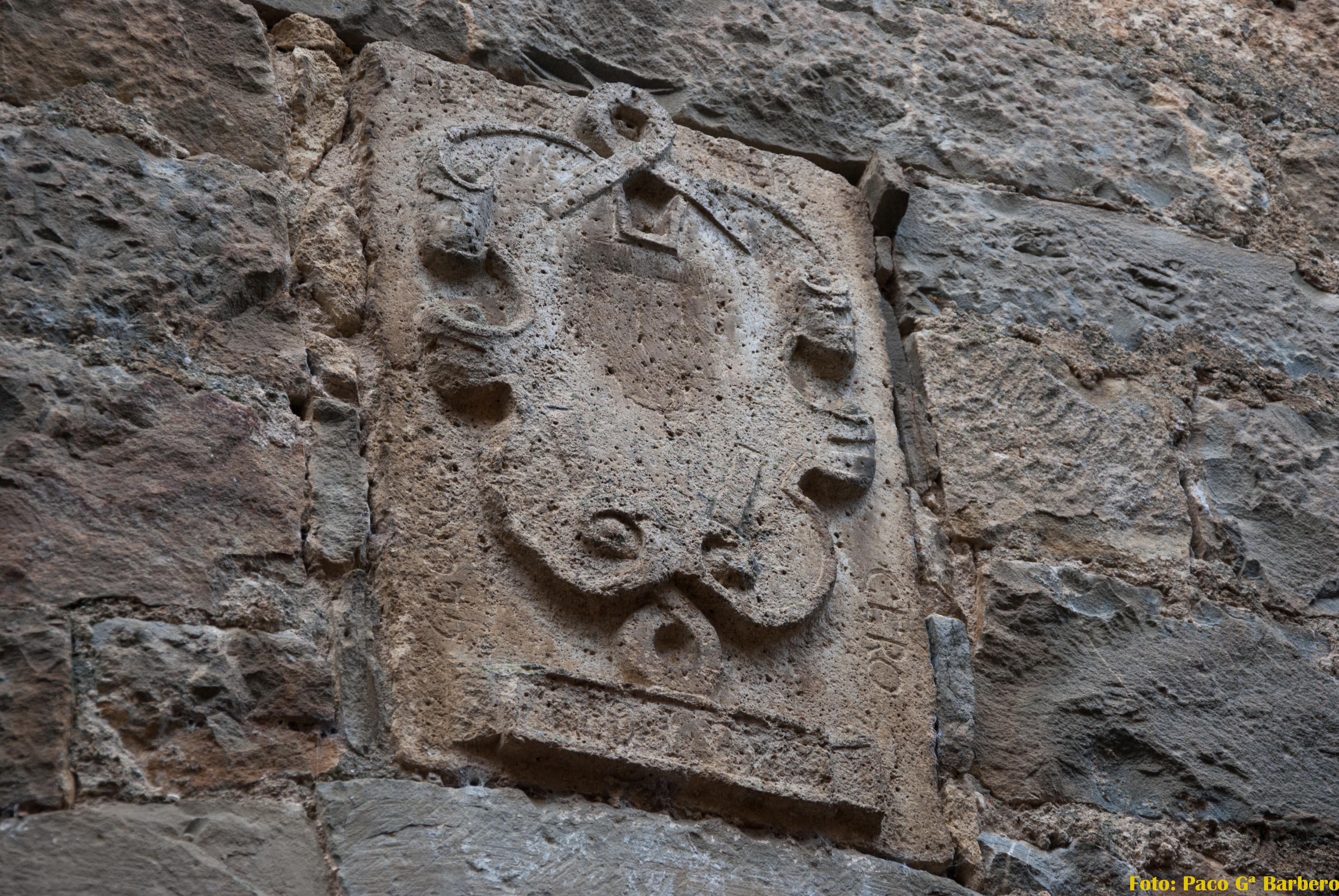
Escudo de George Pérez Tercero, situado sobre acceso a la capilla

Como se menciona anteriormente en la planta calle de la torre más monumental y de mejor factura se encuentra la capilla del conjunto dedicada a San Pedro.
Se accede a través de arco de medio punto sobre el que se encuentra un escudo algo erosionado donde se lee: “GEORGE PEREZ TERCERO 1588” Este espacio tiene alrededor de unos 20 metros cuadrados y su suelo era de yeso endurecido al aceite. 

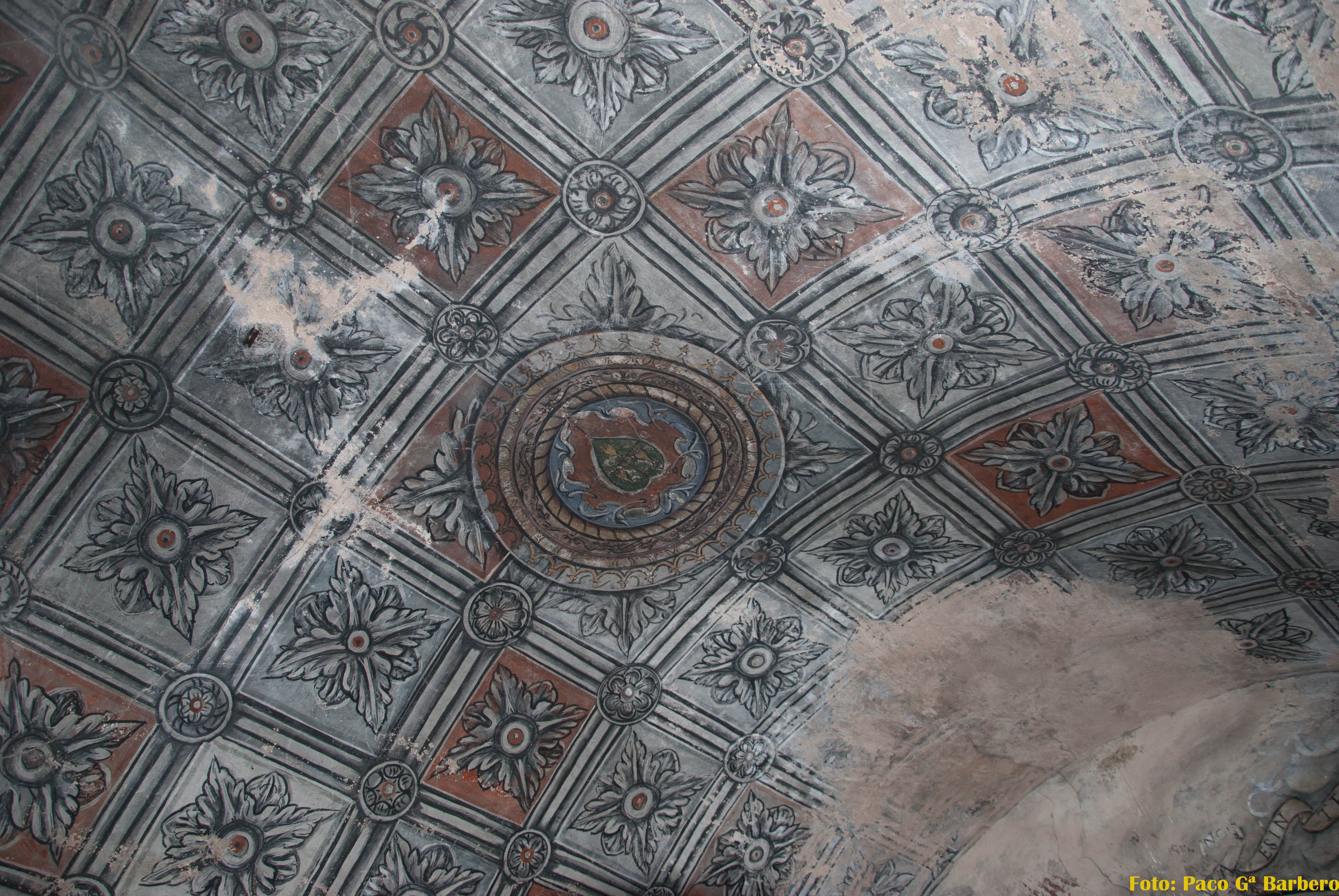
Decoración mural pintada del en techo abovedado de la Capilla de los Mur Aluján (Huesca)

Se conserva la pintura mural del S/ XVI que denota cierta calidad y que representa bustos de San Pedro, San Pablo y de Jesús camino del Calvario. También del siglo XVI son los restos del retablo en cuyos lados aparecen dos figuras que posiblemente representaran a los dueños de la casa Jorge Pérez Tercero y su esposa. 
Existe un antiguo escudo de los Pérez que legitima este apellido como original de la casa pero por falta de descendencia directa pasó a ser propiedad de un miembro del linaje de los Mur.

## Galería

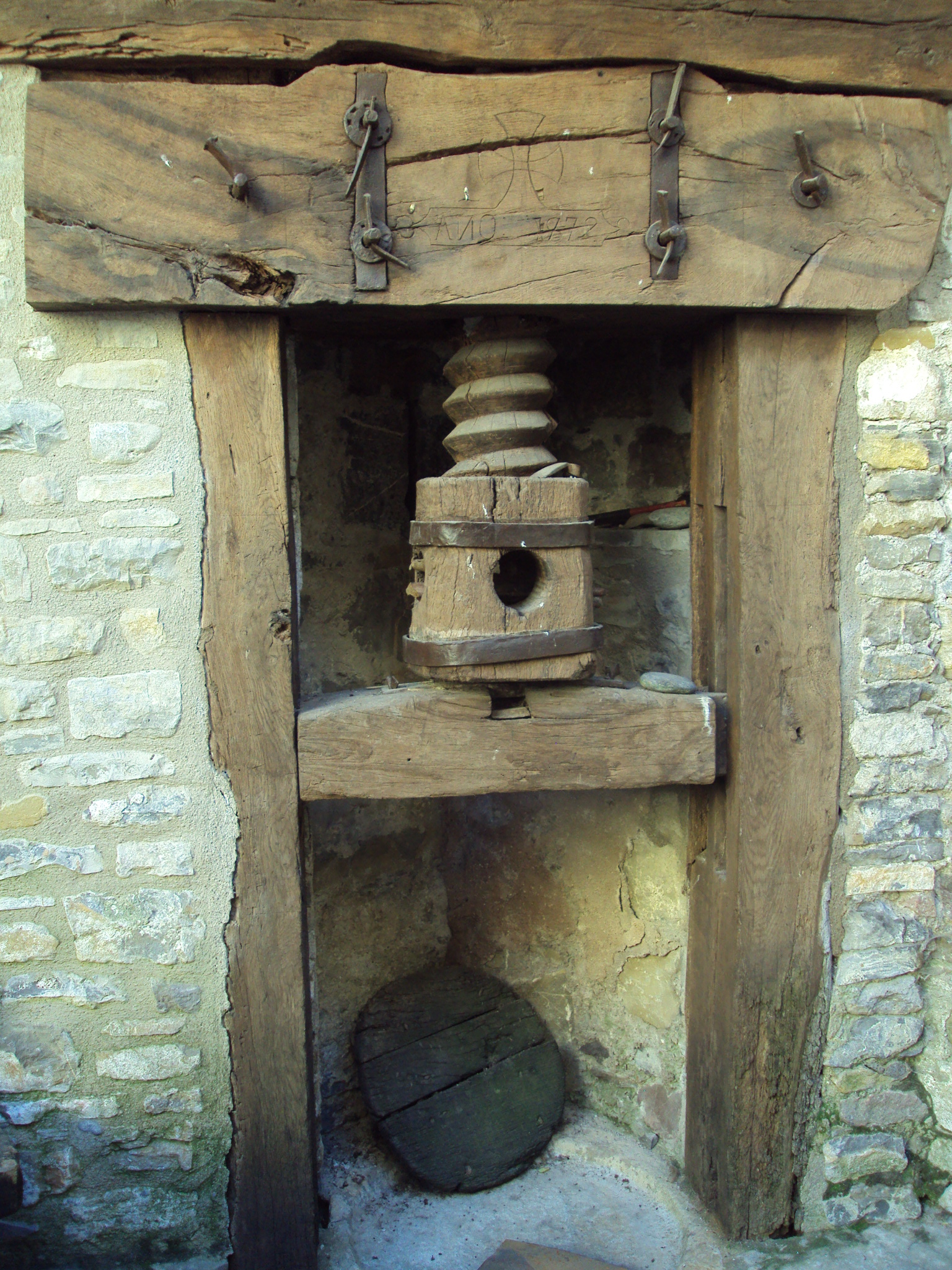
Prensa para uvas situada en el patio del conjunto
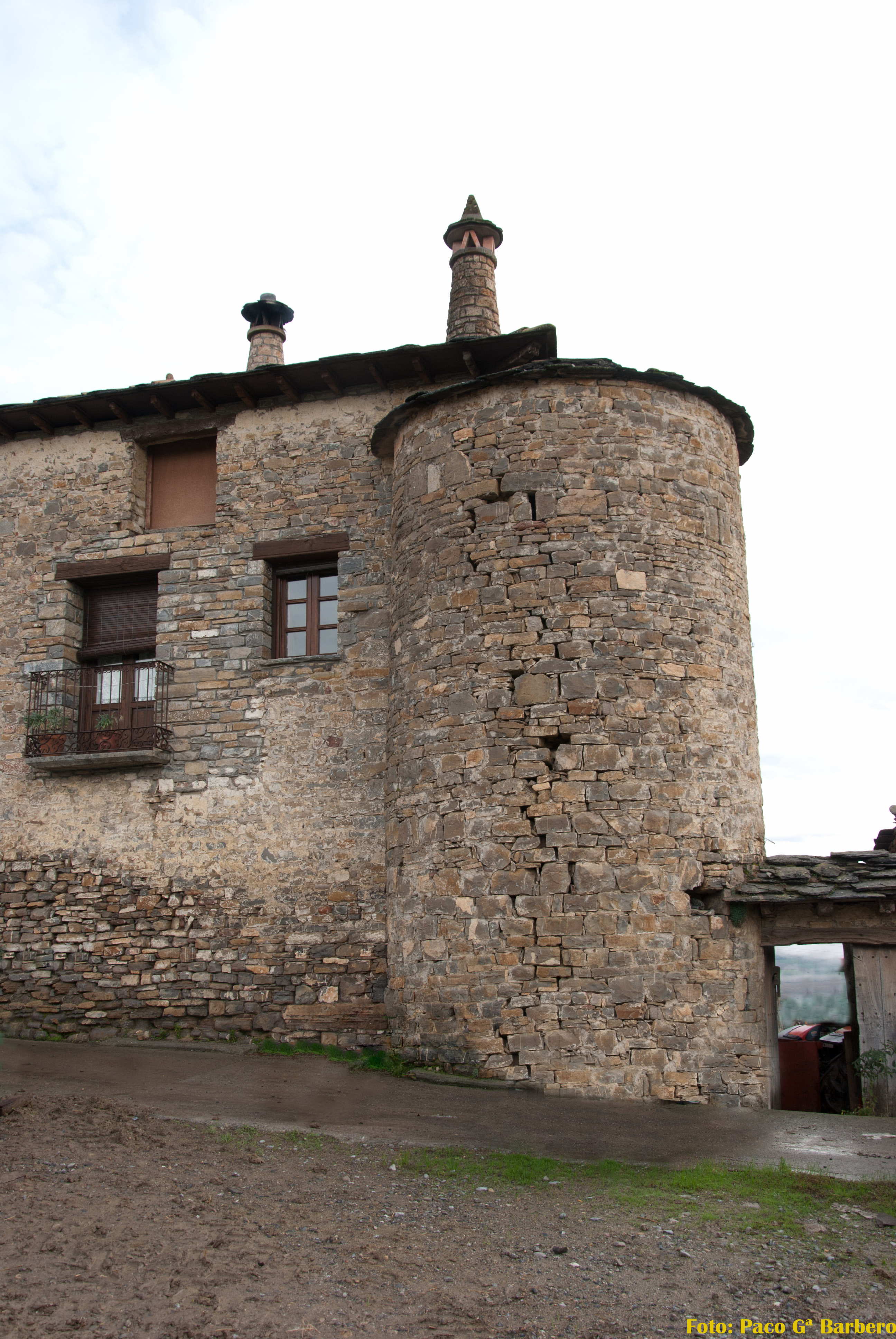
Torreón que formaba parte de los elementos defensivos del edificio
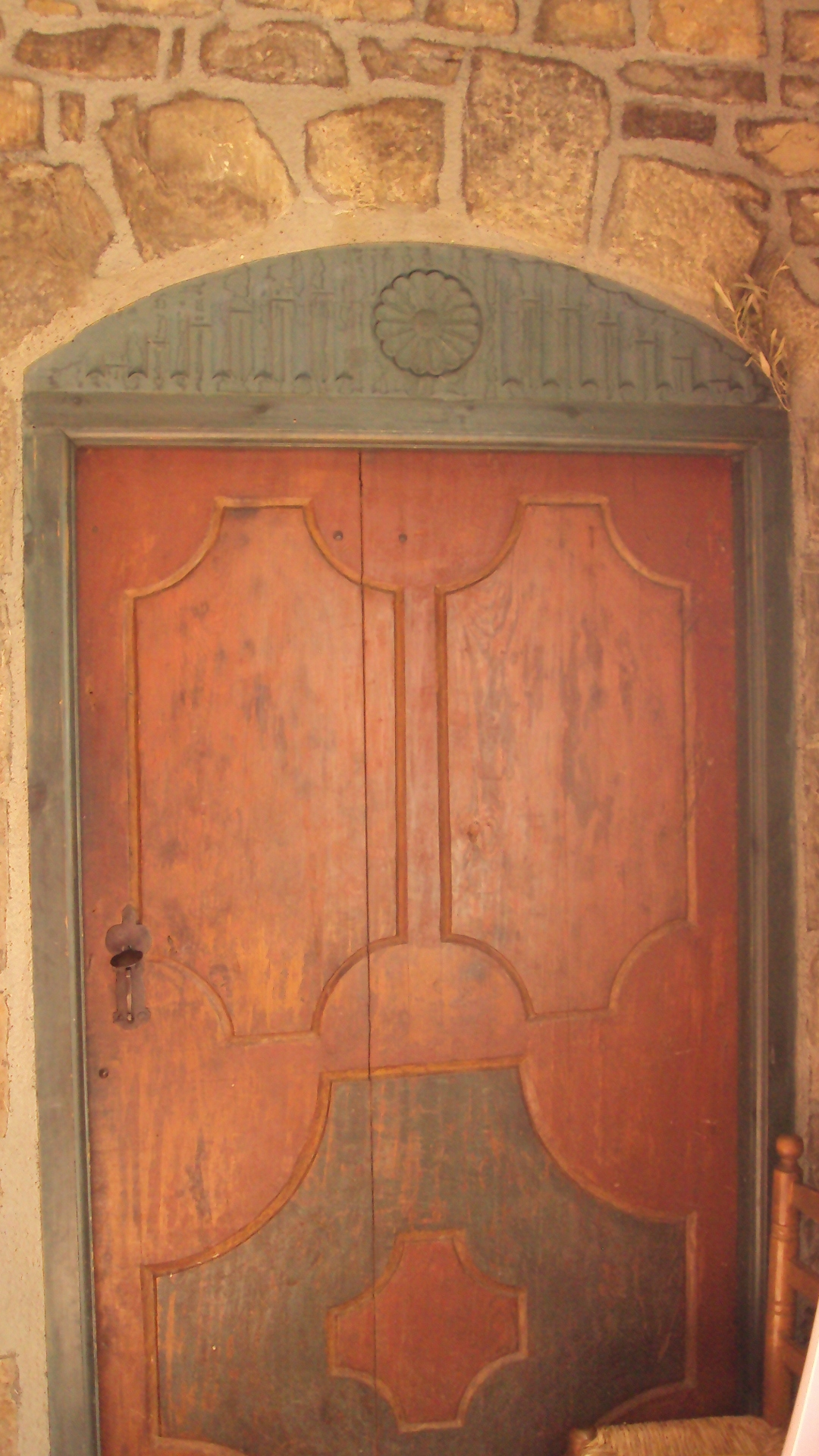
Puerta del siglo XVIII de la sala principal de la casa